# 超常磁性
超常磁性（ちょうじょうじせい）は強磁性体やフェリ磁性体のナノ粒子に現れる。磁性ナノ粒子では磁化の向きが温度の影響でランダムに反転しうる。この反転が起こるまでの時間をネール緩和時間という。外場の無い状態で、磁性ナノ粒子の磁化測定時間がネール緩和時間よりもずっと長い時、磁化は平均してゼロであるように見える。この状態を超常磁性という。超常磁性体は、外場によって磁化できる点で常磁性体と似ているが、その磁気感受率は常磁性体よりもずっと大きい。

## 磁場のない時のネール緩和
通常、強磁性体やフェリ磁性体はキュリー温度で常磁性体に転移するが、超常磁性ではキュリー温度よりも低い温度で現れる。
超常磁性は単一の磁区を持ったナノ微粒子で起こる現象である。物質によって決まる、3-50nm以下の直径を持つ時にのみこの現象は見られる。この条件の下では、ナノ微粒子の磁化は個々の原子の磁気モーメントを足し合わせた巨大な磁気モーメントと考えることができる。この取り扱いは超常磁性体の分野では巨視的スピン近似と呼ばれている。
この状態においては、ナノ微粒子の磁化（巨視的磁化）が反転しその方向を変える確率が有限に存在する。２つの反転が起こる間隔の平均時間はネール緩和時間{\displaystyle \tau _{N}}と呼ばれ、次のネール-アレニウスの方程式で与えられる。
{\displaystyle \tau _{N}=\tau _{0}~\exp(KV/(k_{B}T))},
ここで
- {\displaystyle \tau _{N}}は上に説明したネール緩和時間
- {\displaystyle \tau _{0}}は試行時間(attempt time)あるいは試行周期(attempt period)と呼ばれる物質によって違う時間の長さ（典型的には10−9–10−10秒程度の大きさである。）
- Kはナノ微粒子の異方性、Vは体積（KVは初めの容易化軸からもう片方の容易化軸へ移る時に必要なエネルギー障壁と考えることができる）
- Tは温度

である。
このネール緩和時間はナノ秒から年やそれよりも長いものにいたるまでのどの時間スケールも取りうる。このことは、ネール緩和時間が粒子の大きさの関数であることからも見て取れ、バルクや大きなナノ微粒子に対しては磁化が反転する確率は無視できることも説明している。
ここで、超常磁性体のナノ微粒子を一つだけ測定することを考える。その測定時間を{\displaystyle \tau _{m}}とする。{\displaystyle \tau _{m}}  >> {\displaystyle \tau _{N}}の時は、ナノ微粒子の磁化は測定の間に何度も反転するので、測定される磁化はゼロになるであろう。もし、{\displaystyle \tau _{m}} << {\displaystyle \tau _{N}}であれば、測定の間に磁化は反転しないので、測定される磁化はナノ微粒子がもつ磁気モーメントになると考えられる。前者の場合ではナノ微粒子は超常磁性体の用に見え、後者の場合は強磁性体のように見える。ナノ微粒子の状態は測定に依存するのである。超常磁性体と強磁性との間の転移は{\displaystyle \tau _{m}} = {\displaystyle \tau _{N}}の時に起こる。いくつかの実験では、測定時間は一定で温度が変えられるので、超常磁性と強磁性との転移は温度の関数として現れる。{\displaystyle \tau _{m}} = {\displaystyle \tau _{N}}の時の温度は阻害温度(blocking temperature)と呼ばれる。なぜなら、この温度より低い温度では磁化は測定の時間スケールによって阻害されたように見えるからである。

## 磁場のかけられた時の超常磁性体ナノ微粒子
外から磁場がかけられると超常磁性体のナノ微粒子はその磁場に沿って揃う傾向を持ち、全体として磁化を持つようになる。{\displaystyle N}個の同じナノ微粒子がランダムな容易化軸を持って集まっているとき、ヒステリシス曲線はランジュバン関数に従う。つまり、{\displaystyle \xi ={\frac {\mu H}{k_{B}T}}} としたとき、磁化は{\displaystyle M(H)=N\mu ~L(\xi )}と表される。ここで、{\displaystyle \mu }は一つのナノ微粒子が持つ磁気モーメントであり、{\displaystyle H}は磁場である。
{\displaystyle M(H)}の立ち上がりの勾配はナノ微粒子の磁気感受率{\displaystyle \chi ={\frac {N\mu ^{2}}{3k_{B}T}}}になる。この式から大きなナノ微粒子では大きな{\displaystyle \mu }を持つ結果、大きな磁気感受率を持つことがわかる。このことから超常磁性体のナノ微粒子が通常の常磁性体よりもずっと大きな磁気感受率を持つことが説明できる。つまり、この場合のナノ微粒子の振る舞いは巨大な磁気モーメントをもつ常磁性体と全く同じになるのである。
磁場が取り除かれるとクラスターはすぐには向きをランダムにかえないが、ある程度の長さの時間をかけてそのようになる。大きなクラスターでは磁化は長持ちする傾向にある。

## 測定
超常磁性体の系は磁気感受率の測定によって調べることができる。この場合、かける磁場の強さを時間的に変化させその系の応答が測定される。超常磁性体の系では特徴的な周波数特性が見られ、周波数が1/τNよりもずっと大きい時には、1/τNよりもずっと小さい時とは異なる磁気応答がみられる。後者の場合は強磁性的なクラスターは磁化を反転させるだけの時間があるが、前者にはないのがその理由である。正確な周波数依存性は、隣り合うクラスターがそれぞれ独立に振る舞うと仮定すればネール-アレニウスの式から計算することが出来るが、クラスター間の相互作用がある場合はその振る舞いはより複雑なものになる。

## ハードディスクへの影響
超常磁性によってハードディスクに用いられる粒子のサイズに下限が存在することになり、その記録密度に限界をもたらすことになる。この限界は超常磁性限界(superparamagnetic limit)として知られている。。